# Rattus giluwensis
Rattus giluwensis é uma espécie de roedor da família Muridae.
Apenas pode ser encontrada no seguinte país: Papua-Nova Guiné.